# Phaenocarpa aristarchi
Phaenocarpa aristarchi är en stekelart som beskrevs av Fischer 1974. Phaenocarpa aristarchi ingår i släktet Phaenocarpa och familjen bracksteklar. Inga underarter finns listade i Catalogue of Life.